# Massaranduba (bois tropical)

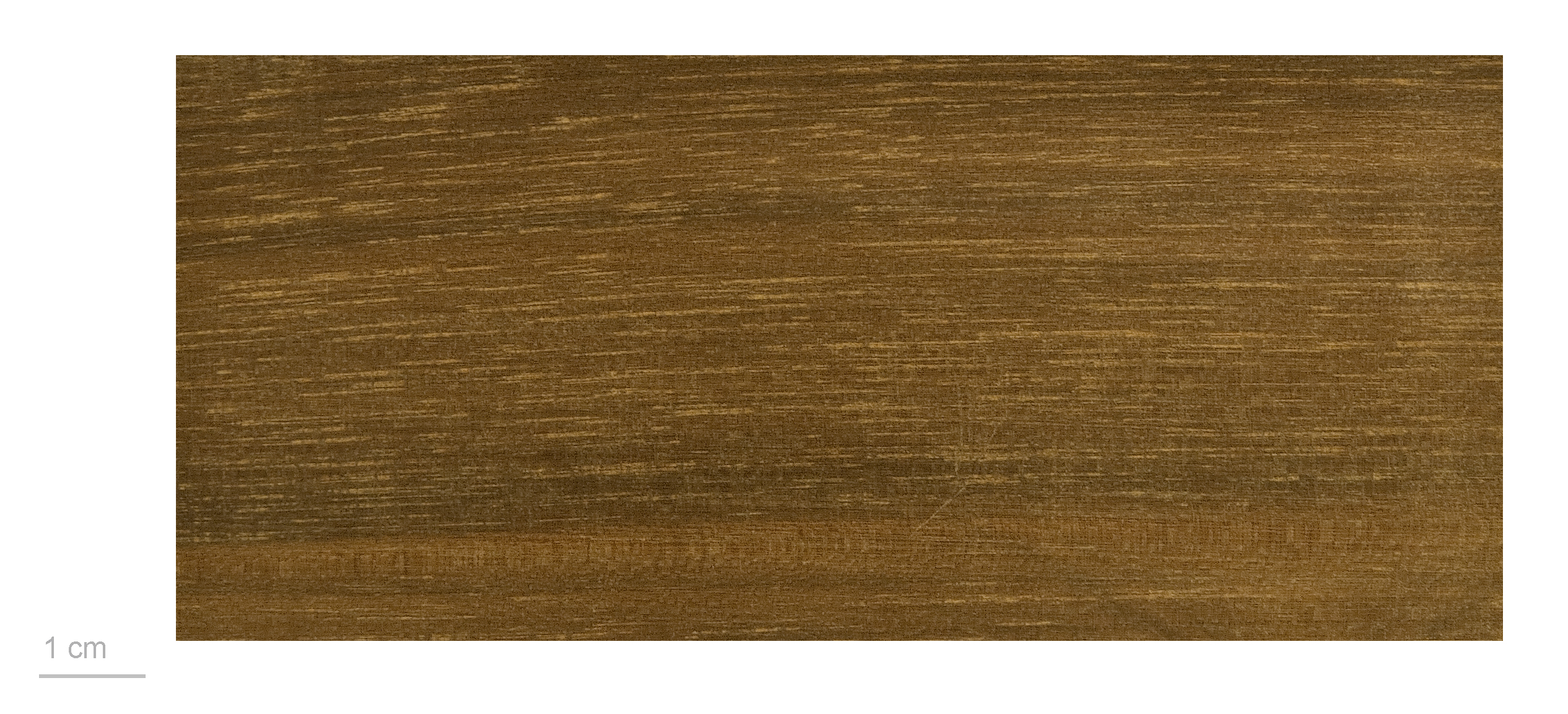
Massaranduba

Le massaranduba ou maçaranduba est l'appellation commerciale du bois fourni par plusieurs espèces du genre Manilkara, de la famille des Sapotaceae  :
- Manilkara bidentata,
- Manilkara huberi,
- Manilkara paraensis.